# Schweinsnasenfledermaus
Die Schweinsnasen- oder Hummelfledermaus (Craseonycteris thonglongyai) ist eine Fledermausart. Sie wird in eine eigene Familie, Craseonycteridae, eingeordnet und gilt als kleinste Fledermausart und zusammen mit der Etruskerspitzmaus als kleinste Säugetierart überhaupt.

## Merkmale

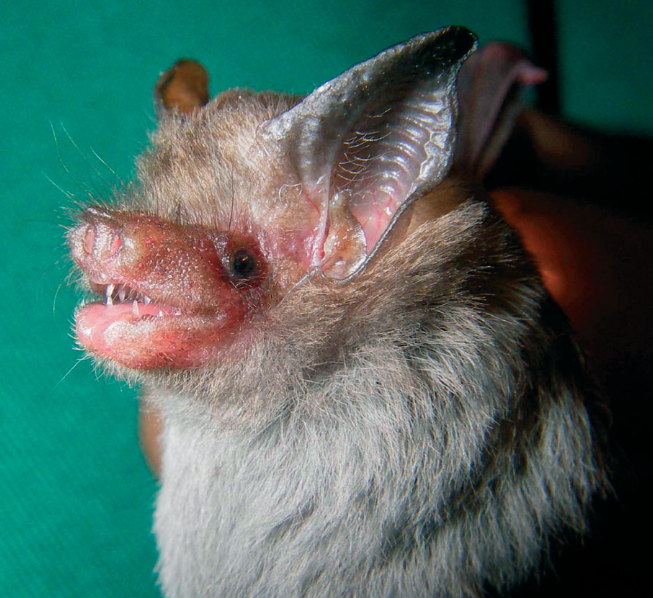
Seitenansicht des Kopfes

Diese Tiere erreichen eine Kopfrumpflänge von 29 bis 33 Millimeter und ein Gewicht von 1,7 bis 2 Gramm. Ihre Flügelspannweite beträgt 13 bis 15 Zentimeter mit einer Unterarmlänge von 22 bis 26 mm. Ihr Fell ist an der Oberseite rotbraun oder grau gefärbt, die Unterseite ist heller und die Flügel sind schwarz gefärbt. Diese Fledermäuse haben mit Ausnahme zweier verbleibender Wirbel keinen Schwanz und keinen Calcar (ein Dorn am Fußgelenk, der bei anderen Fledermäusen zum Spannen der Schwanzflughaut dient). Die Flügel sind lang und dunkel gefärbt, das Uropatagium (die Flughaut zwischen den Beinen) ist relativ groß.
Der Kopf ist klein (rund 11 Millimeter lang) und durch die schweineartige, vorgestreckte Schnauze mit einer verdickten Platte im Bereich der nach vorn gerichteten Nasenlöcher charakterisiert. Die Ohren sind groß und spitz und reichen, wenn sie vorgelegt werden, bis über die Nasenspitze; sie treffen sich nicht an der Basis. Der Tragus ist mittelgroß, schmal und an der Spitze abgerundet. Die Augen sind klein und teilweise von Fell bedeckt. Männchen sind darüber hinaus durch eine auffallende Drüse an der Kehle gekennzeichnet.

## Verbreitung
Die Schweinsnasenfledermaus wurde ursprünglich ausschließlich im Tal des Kwae-Noi-Flusses (River Kwai) in der westthailändischen Provinz Kanchanaburi, Nationalpark Sai Yok, gefunden.
Sie ist auf Kalksteinhöhlen in Flussnähe als Schlafplatz beschränkt und fliegt von dort in der Regel nur 1 km weit aus. Die Höhenverbreitung reicht von 0 bis 500 Meter. In Thailand sind 35 und im nahen, südlicher gelegenen Myanmar 8 Höhlen bekannt, in denen Schweinsnasenfledermäuse  nachgewiesen wurden.
Die Entdeckung erfolgte erst in den 1970er-Jahren (s. u.); durch Kalksteinabbau als Dünger, Tourismus und rituelles Abbrennen von Räucherstäbchen in den Höhlen ist ihre Population auf heute wenige Tausend zurückgegangen. So wurde die Art in die EDGE-Liste bedrohter und evolutionär bedeutender Arten aufgenommen. Ein – tot gefundenes – Exemplar des Naturhistorischen Museums Wien war bis 30. Juni 2014 bei der Ausstellung Das Geschäft mit dem Tod – das letzte Artensterben? zu sehen.

## Lebensweise
Schweinsnasenfledermäuse sind gesellig und nutzen die Kalksteinhöhlen als Schlafplätze. Den Tag und die tiefe Nacht verbringen sie in einem torporähnlichen Schlaf in größeren Gruppen im Inneren der Höhlen, wobei zwischen den einzelnen Tieren relativ viel Platz frei bleibt. Während der Abend- und der Morgendämmerung begeben sie sich auf Nahrungssuche und verlassen dazu die Höhlen.

### Ernährung
Diese Fledermäuse ernähren sich ausschließlich von sehr kleinen Insekten und Spinnen, die sie mittels Echoortung während des Fluges finden und von den Pflanzen abpicken. Dabei stellen Zweiflügler (Diptera) etwa 80 % der Beute; hinzu kommen Hautflügler (Hymenoptera) und Staubläuse (Psocoptera). Der Jagdflug findet im Bereich des Waldes statt, vornehmlich in den Bäumen und Bambusbereichen.

### Fortpflanzung
Über die Fortpflanzung dieser Tiere ist kaum etwas bekannt. Die Paarungszeit liegt im April, am Beginn der Trockenzeit, und wie bei allen Fledermäusen kommt meist ein einzelnes Jungtier zur Welt.

## Systematik
Schweinsnasenfledermäuse wurden erst im Jahr 1973 entdeckt. Der thailändische Forscher Kitti Thonglongya hielt die Tiere zunächst für eine unbekannte Käfer- oder Hummelart, bevor er sie genauer zu Gesicht bekam. Er wandte sich anschließend an den englischen Forscher John Edwards Hill. Thonglongya verstarb 1974 plötzlich, und so beschrieb Hill die Art und erkannte sie als neue Gattung, sogar als neue Familie. Der Name des thailändischen Entdeckers lebt im Artnamen thonglongyai weiter.
Die nächsten Verwandten der Schweinsnasenfledermaus sind die Großblattnasen (Megadermatidae).

## Gefährdung und Schutz
Die Gesamtpopulation der Schweinsnasenfledermaus lebt in acht bekannten Höhlen in Myanmar und 35 Höhlen in Thailand. In Thailand wurde der Bestand 2008 auf 5.100 Tiere geschätzt und ist rückläufig. So gingen die Bestände Schätzungen zufolge von 1983 bis 1997 um 10 % und von 1998 bis 2008 um ca. 14 % zurück. Für Myanmar wurde eine Population von 1.500 Tieren geschätzt. Diesen Schätzungen zufolge leben also im Verbreitungsgebiet weniger als 10.000 Exemplare bei anhaltend rückläufiger Bestandsentwicklung, die für die nächsten 10 Jahre mit weiteren 10 % angenommen wird.
Diese Tiere zählen entsprechend zu den bedrohten Arten. Teile ihres ohnehin schon kleinen Verbreitungsgebietes sind der Rodung zum Opfer gefallen. Hinzu kommt, dass Souvenirjäger und auch Forscher immer wieder von dem Ruf als 'kleinstes Säugetier' angezogen werden und Tiere fangen. Die International Union for Conservation of Nature and Natural Resources (IUCN) listet die Fledermaus als gefährdete Art („vulnerable“).